# Tóra Sigmundsdóttir
Tóra Sigmundsdóttir (* um 980 in Ulfdal im Dovrefjell, Norwegen; † nach 1035 vielleicht auf Suðuroy, Färöer; auch Tora) ist eine Figur der Färingersaga.
Tóra lebte zur Wikingerzeit auf den Färöern, deren Ende ihr Vater Sigmundur Brestisson ab 999 einleitete und ihr späterer Ehemann Leivur Øssursson 1035 besiegelte. Ihre Mutter Turið Torkilsdóttir galt zu ihrer Zeit als die mächtigste Frau der Färöer.
Tóras Eltern lernten sich der Färingersaga und rekonstruierten Datierungen zufolge um 973 in Ulfdal im Dovrefjell kennen, als der junge Sigmundur in Norwegen war und Turið dort bei ihren Eltern wohnte. Sie verliebten sich, und die Saga erzählt, dass Tóras Mutter um 979 schwanger war. Daher ist anzunehmen, dass Tóra entweder 979 oder 980 geboren wurde. Da Sigmundur und sein Vetter Tóri Beinirsson damals alleine von Ulfdal nach Trondheim gezogen sein sollen, ist weiterhin anzunehmen, dass Turið zunächst bei ihren Eltern blieb und ihre Tochter Tóra dort zur Welt brachte.
Den größten Teil ihres Lebens verbrachte Tóra dann auf den Färöern, die damals unter dem Einfluss der Wikinger und der norwegischen Krone standen.
| Personendaten    | Personendaten                |
| ---------------- | ---------------------------- |
| NAME             | Tóra Sigmundsdóttir          |
| ALTERNATIVNAMEN  | Tora                         |
| KURZBESCHREIBUNG | Figur der Färingersaga       |
| GEBURTSDATUM     | um 980                       |
| GEBURTSORT       | Ulfdal, Dovrefjell, Norwegen |
| STERBEDATUM      | nach 1035                    |
| STERBEORT        | unsicher: Suðuroy, Färöer    |